# (1510) Charlois
(1510) Charlois es un asteroide perteneciente al cinturón de asteroides descubierto por André Patry el 22 de febrero de 1939 desde el Observatorio de Niza, Francia.

## Designación y nombre
Charlois fue designado al principio como 1939 DC.
Más tarde se nombró por el astrónomo francés Auguste Charlois (1864-1910).

## Características orbitales
Charlois está situado a una distancia media del Sol de 2,673 ua, pudiendo acercarse hasta 2,28 ua y alejarse hasta 3,066 ua. Tiene una excentricidad de 0,1471 y una inclinación orbital de 11,82°. Emplea 1596 días en completar una órbita alrededor del Sol.